# Constitution de la république populaire de Chine de 1982
Pour les articles homonymes, voir Constitution de la république populaire de Chine.
Ne pas confondre avec la Constitution de la république de Chine, constitution des territoires contrôlés par la république de Chine, communément appelée Taïwan.
Lire en ligne

Originale : gouv. chinois ; traductions : (fr) université de Perpignan, (en) gouv. chinois-
 Wikisource

La Constitution de la république populaire de Chine (en mandarin 中华人民共和国宪法 ; en pinyin Zhōnghuá Rénmín Gònghéguó Xiànfǎ) est la loi constitutionnelle de la république populaire de Chine, la quatrième de son histoire après celles de 1954, 1975 et 1978. Adoptée par l’Assemblée nationale populaire le 4 décembre 1982, elle fait l'objet de révisions en 1988, 1993, 1999, 2004 et 2018 qui aboutissent à sa version actuelle. La Constitution débute par un préambule et comprend 138 articles répartis en quatre chapitres :
1. les principes généraux ;
2. les droits et les devoirs fondamentaux des citoyens ;
3. la structure de l’État (lui-même subdivisé en sept sections) ;
4. le drapeau national, l'hymne national, l'emblème national et la capitale.

Bien que toutes les organisations chinoises soient censées être soumises à la Constitution, l'absence de pluralité de partis politiques autorise un contrôle unique de celle-ci par le PCC.
C'est en effet le Parti communiste chinois qui contrôle la législation, ou les amendements à la constitution en faisant des propositions à l’ANP.

## Application

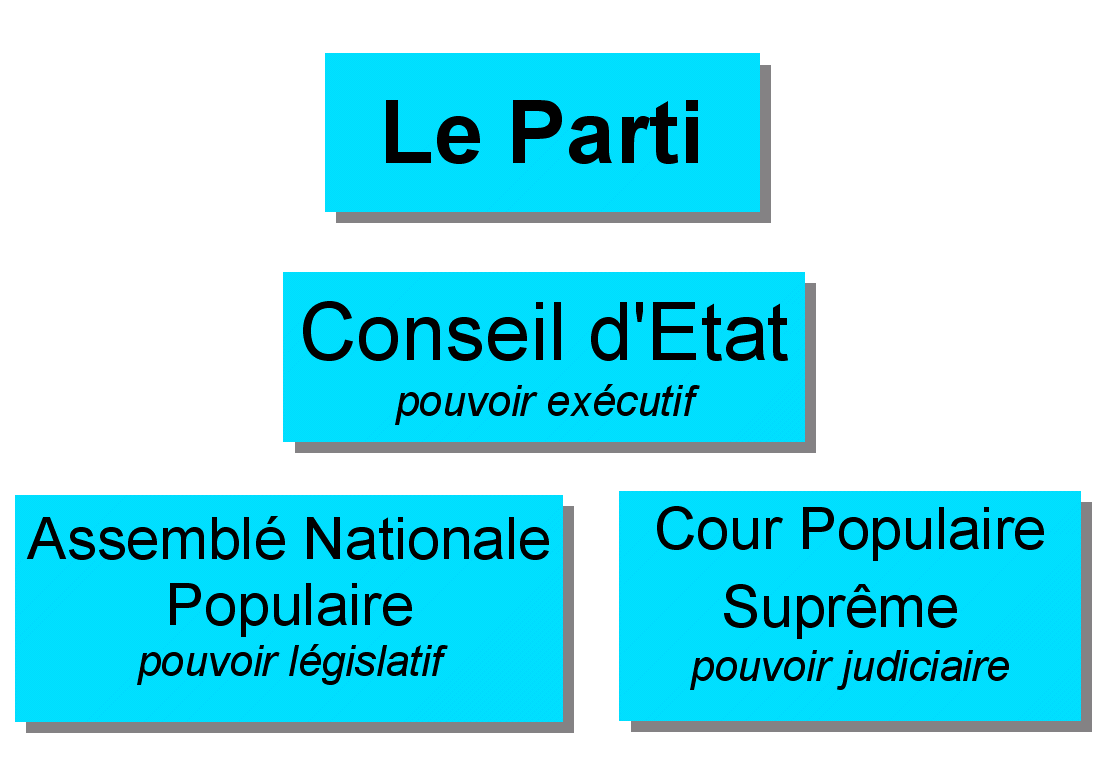
Hiérarchie des pouvoirs en pratique.

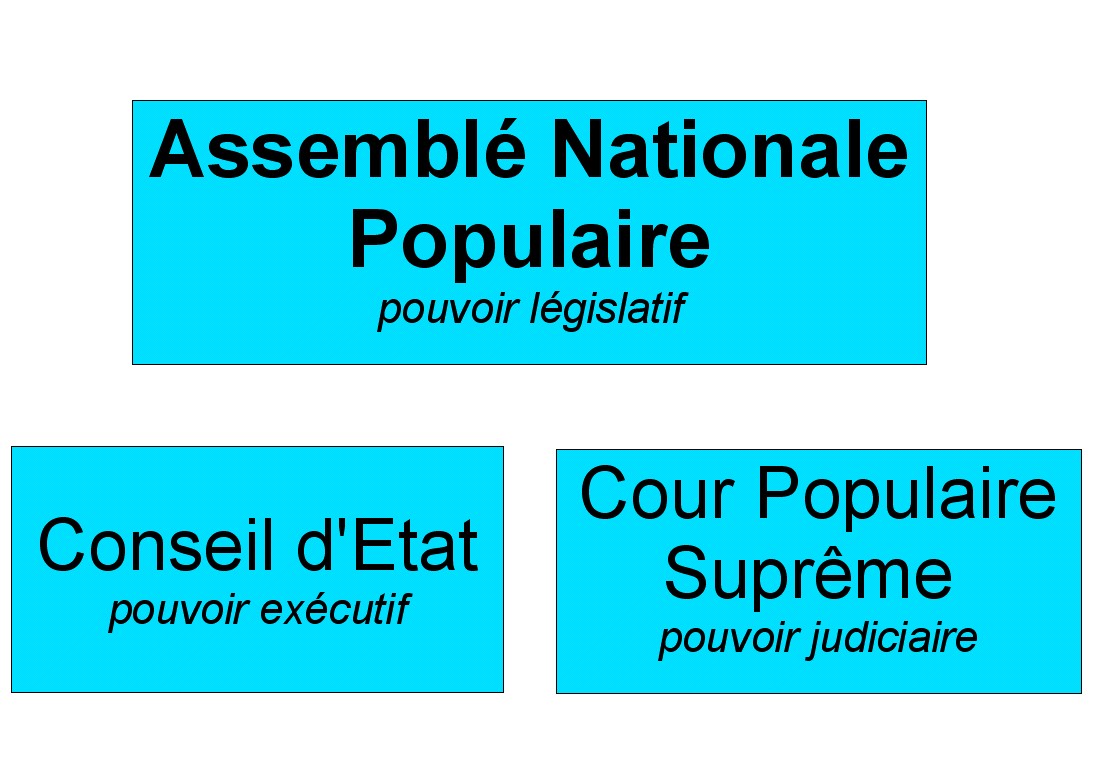
Hiérarchie des pouvoirs d'après la Constitution.

Il n’y a aucun corps d’État pour faire respecter l’application de la Constitution. Bien que celle-ci dispose que l’Assemblée nationale populaire et son comité permanent ont le pouvoir de réviser les lois et les activités qui violent la Constitution, l’ANP qui ne se réunit qu’une fois par an et le comité permanent qui n’est qu’un « tampon en caoutchouc », n’ont pas de véritable rôle de contrôle.

## Document de 1982
Le document de 1982 reflète la détermination de Deng Xiaoping d’établir les fondations durables des institutions pour une stabilité domestique permettant la modernisation de l’État. La nouvelle Constitution offre une base légale pour des changements profonds dans les institutions sociales et économiques de la Chine et pour des révisions profondes des structures et procédures du gouvernement.
Il y a eu quatre révisions majeures de la Constitution de 1982 par l'Assemblée nationale populaire (ANP).
La plus grande partie de la Constitution de la RPC est copiée d’après celle de la constitution soviétique de 1936 mais contient des différences significatives. Par exemple, alors que la Constitution soviétique comprend un droit explicite de sécession, la Constitution chinoise interdit explicitement la sécession. Tandis que la Constitution soviétique crée formellement un système fédéral, la Constitution chinoise crée un État multinational unitaire.
La Constitution de 1982 est un document hybride de 138 articles qui reprend de nombreuses dispositions de celle de 1978, mais en apportant des changements inspirés de celle de 1954. En particulier, la nouvelle Constitution diminue l’emphase sur la lutte des classes et place la priorité sur le développement et l’incorporation des intérêts et contributions des groupes non partisans qui peuvent jouer un rôle important dans la modernisation.
L'article premier de la Constitution décrit la Chine comme « un État socialiste de dictature démocratique populaire, dirigé par la classe ouvrière et basé sur l'alliance des ouvriers et des paysans ». Ailleurs, la Constitution permet aux groupes formant l’alliance de base – la CCPPC, les partis démocratiques et les organisations de masse – de jouer un rôle nouveau et vital. La Constitution de 1982 expurge toute rhétorique associée à la révolution culturelle incorporée dans la Constitution de 1978. En fait, elle omet toute référence à la révolution culturelle et répète les contributions de Mao Zedong selon le réexamen majeur effectué en juin 1981 au cours du sixième plénum du 11e comité central : « Résolution sur quelques questions historiques depuis le fondement de la république populaire ».
La Constitution de 1982 met l’accent sur la loi socialiste comme régulateur du pouvoir politique. Ainsi, les droits et les obligations du citoyen sont exprimés en détail dépassant largement ceux octroyés dans la Constitution de 1978. Probablement en raison des excès de la révolution culturelle, le texte s’attache à clarifier les droits et devoirs fondamentaux des citoyens plus encore que ne le faisait la Constitution de 1954. Le droit de vote et celui de se présenter aux élections est acquis dès l’âge de dix-huit ans hormis pour ceux qui sont privés du droit de vote par la loi. La Constitution garantit aussi bien la liberté de croyance religieuse que la liberté de ne pas avoir de religion et dispose que les organisations et les affaires religieuses ne peuvent être soumises à une domination étrangère.
L’article 35 de la Constitution de 1982 proclame que les citoyens de la république populaire de Chine jouissent des libertés d'expression, de la presse, de réunion, d’association, de procession et de démonstration. Dans la Constitution de 1978, ces droits étaient aussi garantis, ainsi que le droit de grève et les « quatre grands droits » : parler librement, propager ses idées, tenir des grands débats et écrire des affiches avec de gros caractères. En février 1980, après la période du mur de la démocratie, les « quatre grands droits » ont été abolis par une décision du Parti ratifiée par l’Assemblée nationale populaire. Le droit de grève a aussi été éliminé de la Constitution de 1982. En réalité, à l’exception des six partis démocratiques fantoches, les Chinois n’ont pas le droit de s’organiser en parti et ne possèdent pas de liberté de presse ou de parole.
Parmi les droits politiques octroyés par la Constitution, tous les citoyens chinois ont le droit de voter ou d’être élu. Mais les élections libres étant confinées au niveau du village, c’est un droit très limité. Les citoyens élisent des représentants qui votent pour eux. Aux niveaux les plus élevés, les candidats sont sélectionnés par le PCC, ce qui ne garantit pas la protection des droits des électeurs. D’autre part, selon une loi sur les élections promulguée ultérieurement, les résidents ruraux n’ont que le quart de la puissance de vote des urbains. Comme les Chinois sont divisés entre urbains et ruraux et que la constitution ne leur reconnaît aucune liberté de migration, les ruraux, restreints par le hukou (户口, enregistrement familial), ont moins de droits en politique, économie et éducation. Avec ce mécanisme, le fossé entre ruraux et urbains va croissant.
La Constitution de 1982 est aussi plus précise sur les responsabilités et fonctions des différents organes de la structure d’État. Il y a un avertissement clair contre certaines pratiques familières chinoises, que les réformateurs ont qualifié d’abus, comme la concentration de pouvoir par certains dirigeants qui gardent des positions à vie. Par contre, la Constitution s’oppose au système occidental de division des pouvoirs entre l’exécutif, le législatif et le judiciaire. Elle désigne l’APN comme la plus haute autorité de l’État, sous laquelle siège le Conseil des affaires de l'État (le gouvernement) supervisant l’administration. La Cour populaire suprême et le Parquet populaire suprême, organes supérieurs du pouvoir judiciaire, sont élus par et responsables devant l’APN. Les candidats pour ces hautes fonctions étant présélectionnés par le PCC, l’indépendance de ces organes est impossible.
Une autre différence importante entre les Constitutions de 1978 et 1982 est l’approche vis-à-vis de l’aide extérieure pour les programmes de modernisation. Alors que la Constitution de 1978 souligne l’autosuffisance dans les efforts de modernisation, celle de 1982 permet les fondements constitutionnels pour l’ensemble des lois votées par l’APN dans les années qui suivent permettant et encourageant la participation étrangère dans tous les aspects de l’économie. En outre, la Constitution de 1982 reflète une orientation plus flexible et moins doctrinaire en matière de politique étrangère. Des expressions telles que « prolétariat international » ou « impérialisme social » ont été éliminées.

## Amendements de 1993 et 2004
En 1993, la théorie de Deng Xiaoping est intégrée dans la constitution chinoise. Ainsi l' « économie de marché socialiste » se substitue aux communes populaires maoïstes.
La Constitution est amendée le 14 mars 2004 pour inclure des garanties concernant la propriété privée (« la propriété privée obtenue légalement ne peut être violée ») et les droits de l'homme (« L’État respecte et protège les droits de l’homme »). La République populaire de Chine n'a pas voté la Déclaration universelle des droits de l'homme des Nations unies en 1948 puisqu'à cette date elle n'a pas encore été proclamée. En revanche, la Chine a signé en 1998 le pacte international relatif aux droits civils et politiques, un accord international qui présente des garanties juridiques, ce qui n'est pas le cas de la déclaration universelle des droits de l'homme.

## Amendement de 2018
La Constitution est amendée pour supprimer la limitation de mandats du président de la république par un vote de 2958 voix pour, 2 voix contre et 3 abstentions.  